# Parizi
Parizi (latinsko Parisii), keltsko pleme, ki je bilo v železni dobi od sredine 3. stoletja pr. n. št. do rimske zasedbe Galije naseljeno ob srednjem toku reke Sene (latinsko  Sequana). 
Parizi so se skupaj s Svesijonci udeležili splošne Vercingetoriksove vstaje proti Juliju Cezarju leta 52 pr. n. št..  Njihovo glavno mesto (oppidum) je stalo na mestu kasnejše Lutecije, ki je v rimski provinci Lugdunski Galiji  postala pomembno mesto. Iz nje se je razvil sodobni Pariz, ki je dobil ime ravno po svojih praprebivalcih Parizih.

## Vira
- V. Kruta, Les Celtes, histoire et dictionnaire, Éditions Robert Laffont.
- Xa. Delamare, Dictionnaire de la langue gauloise, Éditions Errance.